# Galactites
Galactites Moench, 1794 è un genere angiosperme dicotiledoni appartenente alla famiglia delle Asteraceae.

## Descrizione
Il portamento delle specie di questo genere è formato da erbe spinose con ciclo biologico annuale.
I fusti sono eretti, da uno a molti per pianta, ramificati o semplici. Le foglie hanno delle lamine a forma pennatifida-pennatosetta con bordi spinosi.
L'infiorescenza è formata da grandi capolini discoidi, normalmente terminali su medi-lunghi peduncoli, composti da molti fiori. I capolini possono essere solitari o multipli con formazioni racemose, panicolate o corimbose. I capolini, come in tutte le Asteraceae, sono formati da un involucro composto da squame al cui interno un ricettacolo fa da base ai fiori (quelli periferici del raggio – assenti nelle specie di questo genere - e quelli interni del disco). L'involucro è a forma più o meno ovoidale (o sferica o cilindrica) provvisto di numerosi ranghi di squame embricate. Le squame sono disposte su più serie; quasi sempre sono mucronate (o spinose) all'apice; quelle più interne sono senza spine e piatte; in alcune specie sono più simili a foglie che a squame. Il ricettacolo è piatto o convesso, senza pagliette a protezione della base dei fiori. I fiori per capolino sono numerosi.
Il colore dei fiori è in prevalenza è da porpora a rosato (ma sono presenti altre sfumature e tonalità). I fiori sono solamente del tipo tubuloso (il tipo ligulato, presente nella maggioranza delle Asteraceae,  qui è assente), sono inoltre ermafroditi (raramente sono unisessuali), tetraciclici (calice– corolla – androceo – gineceo) e pentameri.  I fiori centrali tutti fertili, mentre quelli più periferici sono sterili, piatti, patenti e eccedenti l'involucro.
- Formula fiorale :

- /x K {\displaystyle \infty }, [C (5), A (5)], G 2 (infero), achenio

- Calice:  i sepali del calice sono ridotti al minimo (una coroncina di scaglie).
- Corolla: la corolla ha la forma tubolare con 5 stretti lobi. I tubi sono lunghi e sottili (lievemente piegati nella zona distale). La gola è breve.
- Androceo: gli stami sono 5 ed hanno dei filamenti liberi (distinti) e papillosi che possiedono la particolarità di compiere dei movimenti per liberare il polline. Le antere sono caudate alla base (hanno una coda corta) con appendici apicali lineari-oblunghe.
- Gineceo l'ovario è infero; lo stilo ha un stimma bifido che sporge notevolmente dalla corolla; gli stigmi sono glabri (hanno un ciuffo di peli solo all'apice dello stilo). La superficie stigmatica è posta all'interno degli stigmi.[10]

Il frutto è un achenio a forma generalmente obovoide a volte compresso (di forma bislunga), mentre a volte può essere globoso o piriforme. La superficie può essere liscia e glabra. Nella parte apicale è presente un anello con del nettare. Caratteristico è il pappo persistente (o caduco) formato da più serie di piume saldate alla base (pappo piumoso).

## Biologia
- Impollinazione: l'impollinazione avviene tramite insetti (impollinazione entomogama). Gli insetti sono del tipo farfalle diurne e notturne (lepidotteri, falene e coleotteri) e api.
- Riproduzione: la fecondazione avviene fondamentalmente tramite l'impollinazione dei fiori (vedi sopra).
- Dispersione: i semi cadendo a terra (dopo essere stati trasportati per alcuni metri dal vento per merito del pappo – disseminazione anemocora) sono successivamente dispersi soprattutto da insetti tipo formiche (disseminazione mirmecoria).

## Distribuzione
Le specie di questo genere si trovano nelle seguenti zone/stati: Albania, Algeria, Francia, Grecia, Italia (Sardegna e Sicilia), Tunisia, Penisola Iberica e Penisola Balcanica.

## Tassonomia
La famiglia di appartenenza di questa voce (Asteraceae o Compositae, nomen conservandum) probabilmente originaria del Sud America, è la più numerosa del mondo vegetale, comprende oltre 23.000 specie distribuite su 1.535 generi, oppure 22.750 specie e 1.530 generi secondo altre fonti (una delle checklist più aggiornata elenca fino a 1.679 generi). La famiglia attualmente (2021) è divisa in 16 sottofamiglie.
La tribù Cardueae a sua volta è suddivisa in 12 sottotribù (la sottotribù Carduinae è una di queste). Il genere Galactites elenca 3 specie con una distribuzione mediterranea occidentale, una delle quali è presente spontaneamente sul territorio italiano.

### Filogenesi
Il genere di questa voce è inserito nel gruppo tassonomico della sottotribù Carduinae. In precedenza provvisoriamente era inserito nel gruppo tassonomico informale "Cynara Group". La posizione filogenetica di questo genere nell'ambito della sottotribù, è "basale"; ossia è stato uno dei primi gruppi a separarsi dal resto della sottotribù.
Un genere simile a Galactites è Carduus; si distingue dal quest'ultimo per i fiori periferici sterili, gli stami con filamenti concresciuti e l'achenio con una coroncina emisferica apicale.

### Elenco delle specie
Il genere comprende le seguenti 3 specie:
- Galactites duriaei Spach ex Durieu
- Galactites mutabilis Durieu
- Galactites tomentosus Moench

Il genere comprende anche un ibrido:
- Galactites x rigualii Figuerola, Stübing & Peris

In Italia è presente la seguente specie:
- Galactites tomentosus Moench[17]